# Carmen Ionesco
Pour les articles homonymes, voir Carmen Ionescu et Ionesco.
Carmen Ionesco, de son vrai nom Carmen Ionescu, est une athlète roumaine puis canadienne, née le 28 juillet 1951 à Bucarest. Spécialiste du lancer de disque et du lancer de poids, elle a d'abord représenté son pays natal, notamment aux Jeux olympiques de Munich en 1972, avant de concourir pour le Canada après sa naturalisation en 1978.
Elle est la sœur aînée de Florența Crăciunescu.

## Palmarès

### Jeux olympiques
- Munich 1972
  - 7e au lancer du disque (60,42 m)

- Los Angeles 1984
  - 12e au lancer du poids (15,25 m)
  - 13e au lancer du disque (52,28 m) (non finaliste)

### Jeux du Commonwealth
- Edmonton 1978
  -  Médaille d'or au lancer du disque (62,16 m)
  -  Médaille d'argent au lancer du poids (16,45 m)

- Brisbane 1982
  - 4e au lancer du disque (54,52 m)
  - 6e au lancer du poids (15,80 m)

### Jeux panaméricains
- San Juan 1979
  -  Médaille de bronze au lancer du disque (57,14 m)
  -  Médaille de bronze au lancer du poids (16,50 m)

## Records personnels
- Lancer du disque : 62,72 m (Montréal, 23 août 1979)
- Lancer du poids : 17,17 m (Laval, 20 juin 1979)